# 見習愛神
見習愛神，是Twins於2005年3月發行的首張華語專輯。該專輯在香港、台灣、大陸、新馬、越南等多個地區发行，也是Twins發行版本最多的一張，一共發行過15種版本，全亞洲總銷量達80萬張，获得台灣G-Music風云榜和5大金榜兩大權威榜單的雙冠軍。作為Twins在華語市場中最為標誌性的一張專輯，憑《見習愛神》、《星光遊樂園》、《瓶中沙》、《莫斯科沒有眼淚》四曲受到廣大聽眾歡迎，隔年更是憑藉歌曲《見習愛神》登上2006年中國中央電視台春節聯歡晚會。

## 簡介
當時香港歌手在台灣發片時，唱片公司經常乾脆將之前發表的粵語歌重新填詞為國語歌，Twins這張專輯也不例外。值得關註的是，《莫斯科沒有眼淚》（粵語版為《下一站天后》）在內地KTV點擊率非常高，是Twins國語作品中的經典之一。
由於是Twins首次在台灣開拓國語市場，加上台灣音樂市場的環境因素，使得這張專輯的樂風相對保守，而Twins在這張專輯上也沒有繼續在上張轉型的廣東專輯Girl Power上延續，反而急速重回了2001年初出道的風格。當中，《見習愛神》更是改編自出道的第一首歌《明愛暗戀補習社》。

## 派台歌
为了顾及两岸三地不同的民情與喜好，英皇唱片特别召集了Twins各地区的歌迷會与电台专业DJ，來自内地、香港、台湾、新加坡、马来西亚五个地区的歌迷作了关于此张国语专辑高达2万份的问卷调查。最終決定台湾地区的首播主打歌为《见习爱神》；香港、内地、新加坡、馬來西亞地區的主打歌为《星光游乐园》 。

## 曲目

### 標準曲目
CD：
| #   | 歌名           | 作曲   | 作詞          | 編曲     | 粵語原曲       | 備註                                          |
| --- | -------------- | ------ | ------------- | -------- | -------------- | --------------------------------------------- |
| 1.  | 無敵超人       | 伍樂城 | 許常德        | 伍樂城   | 大紅大紫       |                                               |
| 2.  | 見習愛神       | 伍樂城 | 李焯雄        | 陳偉     | 明愛暗戀補習社 | 第二波主打歌 OKWAPA236手機廣告曲              |
| 3.  | 莫斯科沒有眼淚 | 伍樂城 | 許常德        | Mac Chew | 下一站天后     | 第三波主打歌                                  |
| 4.  | 只要我長大     | 伍樂城 | 李焯雄/許常德 | 伍樂城   | 眼紅紅         |                                               |
| 5.  | 香濃           | 林子良 | 林子良        | 呂紹淳   |                |                                               |
| 6.  | 瓶中沙         | 阿信   | 方文山        | 陳偉     |                |                                               |
| 7.  | 一半女生       | 呂紹淳 | 周耀輝        | 呂紹淳   |                | 迪士尼儿童电视剧『莉琪的異想世界』 活動主題曲 |
| 8.  | 星光遊樂園     | 陳偉   | 黃祖蔭        | 陳偉     |                | 首波主打歌                                    |
| 9.  | 同樣的兩個夢   | 伍樂城 | 易家揚        | Mac Chew | 風箏與風       |                                               |
| 10. | 數彩虹         | 邱暐議 | 黃祖蔭        | 陳偉     |                |                                               |

### 改版曲目
CD（香港限定版版/大陸星外星2023年再版）LP （大陸星外星粉膠）
| #   | 歌名             | 作曲       | 作詞   | 編曲     | OT                    | 備註         |
| --- | ---------------- | ---------- | ------ | -------- | --------------------- | ------------ |
| 1.  | 老鼠愛大米（粵） | 楊臣剛     | 陳歷程 | 王啟文   | (O.T. 老鼠愛大米)     | 改版主打歌   |
| 2.  | 無敵超人         | 伍樂城     | 許常德 | 伍樂城   | (O.T. 大紅大紫)       |              |
| 3.  | 見習愛神         | 伍樂城     | 李焯雄 | 陳偉     | (O.T. 明愛暗戀補習社) | 第二波主打歌 |
| 4.  | 莫斯科沒有眼淚   | 伍樂城     | 許常德 | Mac Chew | (O.T. 下一站天后)     | 第三波主打歌 |
| 5.  | 只要我長大       | 伍樂城     | 李焯雄 | 伍樂城   | (O.T. 眼紅紅)         |              |
| 6.  | 香濃             | 林子良     | 林子良 | 呂紹淳   |                       |              |
| 7.  | 瓶中沙           | 五月天阿信 | 方文山 | 陳偉     |                       |              |
| 8.  | 一半女生         | 呂紹淳     | 周耀輝 | 呂紹淳   |                       |              |
| 9.  | 星光遊樂園       | 陳偉       | 黃祖蔭 | 陳偉     |                       | 首波主打歌   |
| 10. | 同樣的兩個夢     | 伍樂城     | 易家揚 | Mac Chew | (O.T. 風箏與風)       |              |
| 11. | 數彩虹           | 邱暐議     | 黃祖蔭 | 陳偉     |                       |              |
| 12. | 老鼠愛大米（國） | 楊臣剛     | 楊臣剛 | 王啟文   |                       |              |

### 台灣慶功版DVD曲目
| # | 曲目 （音樂錄影帶） |
| - | ------------------- |
| 1 | 見習愛神            |
| 2 | 莫斯科沒有眼淚      |
| 3 | 星光遊樂園          |
| 4 | 瓶中沙              |

### 卡拉OK VCD/DVD曲目
| #  | 曲目 （音樂錄影帶&卡拉OK） | 備註           |
| -- | -------------------------- | -------------- |
| 01 | 無敵超人                   |                |
| 02 | 見習愛神                   | 大陸版沒有收錄 |
| 03 | 莫斯科沒有眼淚             |                |
| 04 | 只要我長大                 |                |
| 05 | 香濃                       |                |
| 06 | 瓶中沙                     |                |
| 07 | 一半女生                   |                |
| 08 | 星光遊樂園                 |                |
| 09 | 同樣的兩個夢               |                |
| 10 | 數彩虹                     |                |
| 11 | 帥哥無用 (Bonus Track)     |                |
| 12 | 享受自己 (Bonus Track)     |                |
| 13 | 我的UFO (Bonus Track)      |                |
| 14 | 老鼠愛大米 (廣東)          | 內地版未收錄   |

## 音樂錄影帶 （依照專輯曲序排列）
| 曲目             | 導演    | 附註                                                                 |
| ---------------- | ------- | -------------------------------------------------------------------- |
| 無敵超人         |         | 原曲為“大紅大紫”、部分畫面剪輯自“見習愛神”專輯製作幕後花絮           |
| 見習愛神         | 賴偉康  | 第二波主打，台灣地區首波主打、原曲為“明愛暗戀補習社”                 |
| 莫斯科沒有眼淚   | 鄺盛    | 第三波主打、原曲為“下一站天后”                                       |
| 只要我長大       |         | 原曲為“眼紅紅”                                                       |
| 香濃             |         | 畫面剪輯自“見習愛神”簽唱會片段與專輯幕後花絮                         |
| 瓶中沙           |         | 畫面剪輯自“見習愛神”簽唱會片段                                       |
| 一半女生         | r @ PIU | 迪士尼頻道“莉琪的異想世界”活動主題曲                                 |
| 星光遊樂園       | 賴偉康  | 首波主打、與唐禹哲合作拍攝MV                                         |
| 同樣的兩個夢     |         | 原曲為“風箏與風”,MV部分畫面剪輯自“風箏與風”                          |
| 數彩虹           |         | 部分畫面剪輯自“星光遊樂園 ”MV拍攝幕後花絮                            |
| 老鼠愛大米（粵） | 郭嘉萍  | 改版主打，該歌曲有兩個（粵語、國語）版本。原曲為楊臣剛《老鼠愛大米》 |

## 發行版本
| 發行地區        | 版本                              | 發行廠牌     | 介質   | 附註                                                           | 發行日期      |
| 香港            | 首批限量版                        | 英皇娛樂     | CD     | 附送 校園青春造型寫真冊 Twins最Love明信片                      | 2005年3月18日 |
| 香港            | 普通版（第二版）                  | 英皇娛樂     | CD     | 附送內容與首批限量版相同 但寫真集和包裝相比較小                | 2005年3月18日 |
| 香港            | 老鼠愛大米版（第三版/香港限定版） | 英皇娛樂     | CD     | 附送內容與第二版相同 CD加收“老鼠愛大米”國語版和粵語版兩曲      | 2005年4月20日 |
| 台灣            | 台灣特別企劃版                    | 時尚唱片     | CD     | 附送 校園青春造型寫真冊 明信片 文件夾 胖胖筆 月票夾            | 2005年3月18日 |
| 台灣            | 初回限定版                        | 時尚唱片     | CD     | 附送 校園青春造型寫真冊 明信片 香港記事本 文件夾 胖胖筆換領卷  | 2005年3月25日 |
| 台灣            | 慶功版                            | 時尚唱片     | CD+DVD | 附送 MV DVD 文件夾兌換卷 拍立得寫真                            | 2005年5月22日 |
| 大陸            | 精裝版                            | 美卡音像     | CD     | 附送 校園青春造型寫真冊 Twins最Love明信片                      | 2005年3月18日 |
| 大陸            | 普通版                            | 美卡音像     | CD     | 附送 明信片                                                    | 2005年3月18日 |
| 大陸            | 卡帶版                            | 美卡音像     | CD     |                                                                | 2005年        |
| 大陸            | 2006年晶美再版                    | 美卡音像     | CD     | 大陸代理發行商“美卡音像”倒閉後由晶美音像重製發行               | 2006年        |
| 大陸            | 2022年星外星再版                  | 星外星唱片   | CD     | 内容配置與香港老鼠愛大米版大致相同，包裝和略有差異             | 2022年3月18日 |
| 大陸            | 粉膠                              | 星外星唱片   | LP     | 首次發行黑膠唱片版本，内附寫真本和海報；首批背面有限量編碼     | 2022年12月    |
| 新加坡/馬來西亞 | 首批限量版版                      | MUSIC STREET | CD     | 附送 校園青春造型寫真冊 Twins最Love明信片 （同香港首批限量版） | 2005年3月18日 |
| 新加坡/馬來西亞 | 豪華版                            | MUSIC STREET | CD+DVD | 附送 MV DVD 拍立得寫真（同台灣慶功版）                         | 2005年5月     |
| 香港            | 卡拉OK VCD版                      | 英皇娛樂     | VCD    | 收錄MV卡拉OK                                                   | 2005年8月12日 |
| 香港            | 卡拉OK DVD版                      | 英皇娛樂     | DVD    | 收錄MV卡拉OK                                                   | 2005年8月12日 |
| 大陸            | 卡拉OK VCD版                      | 美卡音像     | VCD    | 收錄MV卡拉OK （曲目有刪減）                                    | 2005年8月     |
| 大陸            | 卡拉OK DVD版                      | 美卡音像     | DVD    | 收錄MV卡拉OK （曲目有刪減）                                    | 2005年8月     |
| 泰国            | 進口版                            | 時尚唱片     | CD     | 進口台灣版銷售 泰國並未自壓                                    | 2005年        |
| 韓國            | 進口版                            | 時尚唱片     | CD     | 進口台灣版銷售 韓國並未自壓                                    | 2005年        |
| 印度尼西亞      | 进口版                            | MUSIC STREET | 卡帶   | 進口馬來西亞版                                                 | 2005年        |
| 印度尼西亞      | 进口版                            | 美卡音像     | CD     | 進口中国大陆版                                                 | 2005年        |

## 製作人名單
- 監督 - 吳雨
- 執著統籌 - 黃達輝
- 製作人 - 陳偉、周世暉、陳子鴻/木蘭號AKA陳偉伶
- 執著執行統籌 - 李漢群
- 母帶後期處理製作人 - 陳偉、李漢群
- 母帶後期處理工程師 - 陳偉
- 母帶後期處理工作室 - 超音素
- 教唱老師 - 黃麗星
- 總監 - 鄭光志
- 企劃統籌 - 賴珮如
- 文案 - 賴珮如
- 專案統籌 - 賴珮如
- 媒體統籌 - 曹碩容
- 媒體執行 - 林怡芳
- 專輯封面內頁攝影 - 黃中平
- 寫真集別冊攝影 - 黃建昌
- 造型 - Kaka Mok
- 化妝 - Andy Leung
- 髮型 - Daniel Cheng at Chin.G
- 美術設計 - 陳政守

## 銷售成績
| 榜單               | 最高位 |
| ------------------ | ------ |
| 台灣 G-Music風云榜 | 1      |
| 台灣 5大金榜       | 1      |

銷量:800,000張 

## 派台歌成绩
| |     |      |     |     |
| \| 四台上榜歌曲最高位置 \| 四台上榜歌曲最高位置 \| 四台上榜歌曲最高位置 \| 四台上榜歌曲最高位置 \| 四台上榜歌曲最高位置 \| \| -------------------- \| -------------------- \| -------------------- \| -------------------- \| -------------------- \| \| 歌曲 \| 903 \| RTHK \| 997 \| TVB \| \| 星光遊樂園 \| 6 \| 3 \| 2 \| 7 \| \| 老鼠愛大米(廣東版) \| - \| - \| - \| - \| |     |      |     |     |
| 四台上榜歌曲最高位置 |     |      |     |     |
| 歌曲 | 903 | RTHK | 997 | TVB |
| 星光遊樂園 | 6   | 3    | 2   | 7   |
| 老鼠愛大米(廣東版) | -   | -    | -   | -   |

## 獲獎記錄
- 新城国语力颁奖礼2005 ~ 新城国语力歌曲《星光游乐园》
- 新城国语力颁奖礼2005 ~ 新城国语力热爆K歌《星光游乐园》
- 无线电视2005年度十大劲歌金曲颁奖典礼 ~ 最受欢迎华语歌曲奖(铜奖) 《星光游乐园》
- 《9+2音乐先锋榜》港台十大音乐先锋榜金曲《星光游乐园》
- 加拿大中文电台《加拿大至Hit中文歌曲排行榜05年度全国乐迷投票》全国推崇十大歌曲(国) 《星光游乐园》
- 第五届全球华语歌曲排行 ~ 二十五大最受欢迎金曲《星光游乐园》
- 2005年无线电视8金曲榜 ~ 无线电视8金曲榜金曲奖《見習愛神》
- 《Hito流行音乐奖——2006年》 ~ 年度Hito女团体《見習愛神》
- 2005年Hit-Fm年度百首单曲排行 第100位 ~ 《見習愛神》
- 第三届《劲歌王》总选颁奖礼典礼 ~ 十大国语金曲《见习爱神》
- IFPI香港唱片销量大奖2005颁奖礼 ~ 十大销量国语唱片《見習愛神》

## 備註
只要我長大MV顯示由許常德作詞。